# Skebäck

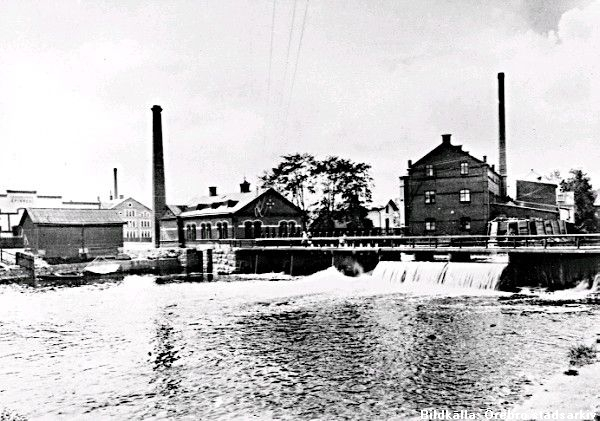
Skebäcks kraftstation och Örebro yllefabrik år 1917

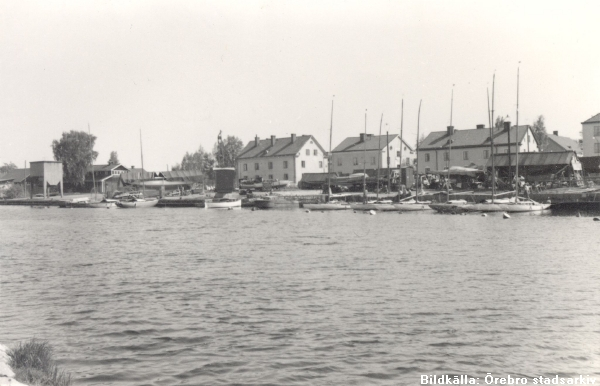
Kajen nära Skebäcks gamla varv år 1959

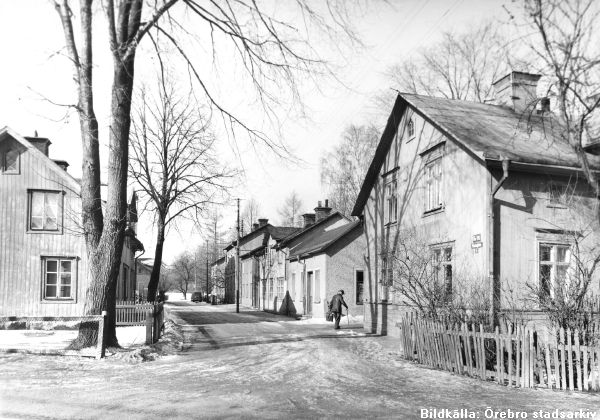
Alsnäsgatan från Skebäcksvägen, Norensberg, år 1955

Skebäck är en stadsdel i östra Örebro. Området ligger söder om Svartån, norr om Sörby och öster om Stadsparken och Wadköping. I öster begränsas det av Bygärdesbäcken.

## Historik
Namnet kommer av sked, som betyder "skilja". I det här fallet syftas på Bygärdesbäcken, som skilde Örebro stad från Almby landskommun . Den senare inkorporerades i Örebro stad år 1943.
Före färdigställandet av Örebro kanal år 1888 låg Örebros hamn i Skebäck. Denna låg till stor del på den plats där kanotföreningen idag har sina lokaler. Till Skebäcks hamn byggdes en bibana från Köping-Hults Järnväg år 1853. En senare järnväg, Örebro-Skebäcks Järnväg låg söder om Svartån, och startade år 1901.
Ett flertal industrier låg i det gamla Skebäck. Redan på 1820-talet låg en klädesfabrik nära där slussen ligger idag. Skebäcks kraftstation byggdes vid den nyanlagda dammen år 1895. Örebro Ångtvätt, senare Skebäcks ångtvätteri anlades på 1890-talet och Örebro Yllefabrik år 1889. I Skebäck låg även Örebro ångbageri (startat 1904) och Lästfabriken Winkle, grundad 1924.

## Dagens Skebäck
Området domineras av bostadsbebyggelse med fler- och enfamiljshus från början av 1900-talet. Genom Skebäck går de båda alléerna Oskarsvägen och Slussgatan, vilka tillsammans med grönområdena Skebäcksparken, Skytteparken och Norensbergsparken ger området en lummig karaktär. Intill Skebäck ligger Stadsparken och Wadköping. I Skebäck ligger specialskolan Birgittaskolan och Wadköping Utbildningscenter (före detta Alnängsskolan).

## Skebäcksbron
Skebäcksbron i Örebro förbinder Skebäcksleden i söder med Oljevägen i norr. Den ligger 250 meter öster om Slussen.
Skebäcksbron är en öppningsbar bro. Den lyftes på plats den 4 april 2002, och första broöppningen skedde den 18 april samma år. Den invigdes den 20 juni 2002. Segelfri höjd är 3,6 m. Bron öppnas max 1 gång per timme i samband med slussning under vecka 25–33 kl 0900–1300 och 1600–1900.
Fram till 2009 har bron enbart varit öppen för bussar, taxi och cyklister. På senåret 2010 öppnades bron för allmän trafik. Under 2018-2019 breddades bron för att rymma både dubbelriktad motorfordonstrafik och gång/cykelväg.

### Webbkällor
- Sjöfartsverket
- Örebro hamn